# Galerina
Galerina é um género de cogumelos saprófitas com esporos castanhos, compreendendo mais de 300 espécies encontradas em todo o mundo. As espécies são geralmente pequenas e higrófanas, com estipe delgado e quebradiço. Frequentemente encontram-se sobre madeira, e quando presentes no solo preferem ambientes musgosos. Este grupo é notório por suas espécies tóxicas que são ocasionalmente confundidas com espécies alucinógenas de Psilocybe.